# Celloconcert (Vasks)
Pēteris Vasks componeerde dit celloconcert gedurende 1993-1994; hij is een van de populairste Letse componisten.
Vasks zelf is bespeler van de contrabas en heeft in die hoedanigheid gespeeld in diverse beroepssymfonieorkesten. Toch verklaarde hij bij deze compositie dat zijn lievelingsinstrument de cello is. Het werk is gecomponeerd voor de /Litouwse cellist David Geringas. De eerste uitvoering vond plaats in Berlijn door het Deutsches Symphonie-Orchester Berlin onder leiding van Arturo Tamayo.

## Compositie
Volgens opgave van de componist is het werk niet alleen te beschouwen als een losstaand celloconcert. Het staat ook voor de periode van vernedering en onderdrukking tijdens de Sovjetoverheersing van vele volkeren, maar ook voor de veerkracht van die volkeren die het mogelijk maakte die periode te overleven (in het bijzonder natuurlijk dat van de Baltische staten). Het kan dan ook niet los gezien worden van de val van het communisme in 1989 en het terugkrijgen van de onafhankelijkheid van de drie republieken.

Het werk bestaat uit vijf (aangegeven) delen, maar het wordt zonder onderbreking uitgevoerd. Het heeft tevens een symmetrische structuur:
1. Cantus I: Vasks geeft zijn beeld van de ideale wereld weer;
2. Toccata I: dit deel geeft de negatieve en ontwrichtende krachten weer; Vasks citeert hier zijn eigen Pianotrio en knipoogt naar Dmitri Sjostakovitsj in de soli van de cellist; ook hier weer toepassing van zwaar slagwerk in combinatie met koperblazers;
3. Monologhi: het deel waar alles om draait (letterlijk en figuurlijk); hierin orkestrale uitbarstingen tegenover 2 cadenzas van de solist;
4. Toccata II: is een voortzetting van Toccata II, met opnieuw een cadenza voor de solist;
5. Cantus II: het begint met een enorme uitbarsting om dan over te gaan in serene muziek, die staat voor de uiteindelijke overwinning van positieve krachten en is gebaseerd op Letse volksmuziek.

## Orkestratie
- piccolo, 2 dwarsfluiten waarvan ook 1 altdwarsfluit, 2 hobo's, 2 klarinetten, 2 fagotten
- 4 hoorn, 3 trompetten, 3 trombones, 1 tuba;
- pauken
- percussie bestaande uit bekkens, tamtam, 4 bongos, tamboerijn, kleine trom, grote trom, claves, woodblocks, tempelblokken, maraca's, guiro, zweep, glockenspiel, xylofoon, vibrafoon, marimba, flexaton, buisklokken;
- harp, celesta, piano;
- violen, altviolen, celli en contrabassen.

## Bron
- Release van Ondine in 2006;
- Schott Music voor orkestratie en premièregegevens